# Collana (Ayo Ayo)
Collana (auch: Collana Belen) ist eine Streusiedlung im Departamento La Paz im südamerikanischen Andenstaat Bolivien.

## Lage im Nahraum
Collana liegt in der Provinz Aroma und ist größter Ort im Cantón Collana Tolar im Municipio Ayo Ayo und liegt auf einer mittleren Höhe von 3940 m. Collana liegt auf einem 20 Kilometer breiten nord-südlich verlaufenden ebenen Abschnitt des bolivianischen Altiplano, wenige Kilometer östlich der Agrarebene erheben sich die Vorgebirgsketten der Serranía de Sicasica, die hier bis auf knapp 5000 m ansteigt.

## Geographie
Collana liegt auf der bolivianischen Hochebene zwischen den Anden-Gebirgsketten der Cordillera Occidental im Westen und der Cordillera Central im Osten. Das Klima der Region ist semihumid und weist ein typisches Tageszeitenklima auf, bei dem die mittleren Tagestemperaturschwankungen stärker ausfallen als die jahreszeitlichen Schwankungen.
Die mittlere Durchschnittstemperatur der Region liegt bei etwa 9 °C, die Monatsdurchschnittstemperaturen schwanken zwischen 7 °C im Juli und 11 °C im Dezember (siehe Klimadiagramm Patacamaya). Der Jahresniederschlag beträgt rund 500 mm, die Monatsniederschläge liegen zwischen unter 10 mm in den Monaten Juni und Juli und nahe 100 mm von Dezember bis Februar.

## Verkehrsnetz
Collana liegt in einer Entfernung von 75 Straßenkilometern südlich von La Paz, der Hauptstadt des Departamentos.
Von La Paz aus führt die asphaltierte Nationalstraße Ruta 2 in westlicher Richtung nach El Alto, von dort 70 Kilometer nach Süden die Ruta 1 bis Tolar und weiter über Patacamaya nach Caracollo, wo die Ruta 1 weiter nach Oruro im Süden führt und die Ruta 4 ins östlich gelegene Cochabamba abzweigt. Von Tolar aus führt eine Stichstraße nach Südwesten und erreicht nach vier Kilometern das Zentrum der Streusiedlung Collana.

## Bevölkerung
Die Einwohnerzahl der agrarischen Streusiedlung ist in dem Jahrzehnt zwischen den beiden letzten Volkszählungen um mehr als die Hälfte angestiegen:
| Jahr | Einwohner         | Quelle       |
| ---- | ----------------- | ------------ |
| 1992 | keine Detaildaten | Volkszählung |
| 2001 | 371               | Volkszählung |
| 2012 | 590               | Volkszählung |
| 2024 |                   | Volkszählung |

Die Region weist einen hohen Anteil an Aymara-Bevölkerung auf, im Municipio Ayo Ayo sprechen 92,6 Prozent der Bevölkerung Aymara.